# Magyarszék
Magyarszék è un comune dell'Ungheria di 1.138 abitanti (dati 2001) situato nella contea di Baranya, nella regione Transdanubio Meridionale.
Magyarszék è situato in una provincia con dati numerici molto particolari. Il capoluogo Pécs è una delle cinque città più grandi e più antiche dell'Ungheria, che ha vinto il concorso internazionale per il titolo di Capitale culturale europea 2010. A Pécs ha sede il maggiore liceo (Liceo Kodály Zoltán) bilingue italo-ungherese di tutta l'Ungheria. La metà della popolazione vive nel capoluogo o nelle immediate vicinanze, mentre il 22% della popolazione vive in villaggi che hanno meno di 1.000 abitanti. Magyarszék è situato ai piedi dei monti Mecsek, a 20 km da Pécs.

## Gemellaggio
Mettersdorf
Il Comune di Magyarszék, già dal 1996 ha avviato un proficuo e intenso rapporto di scambio e di collaborazione con il Comune Mettersdorf in Austria. Per giungere al fine ultimo della sottoscrizione del gemellaggio, sono stati realizzati nel tempo numerosi incontri tra associazioni (autogoverno minoritario tedesco di Magyarszék) con la finalità di costruire e rafforzare un legame fra gente la cui storia si è intrecciata nei secoli, con particolare riferimento al periodo del secondo dopoguerra.
Nel luglio del 2010 una delegazione comunale di Mettersdorf è arrivata a Magyarszék per partecipare ad alcune manifestazioni locali. I programmi realizzati da entrambe le parti sono sempre molto ricchi
 Magyarlapád
Con deliberazione consiliare dell'anno 2006 è stato approvato l'atto di gemellaggio con il Comune rumeno Magyarlapád, sottoscritto dal Sindaco di Magyarszék e dal Sindaco di allora di Magyarlapád, ma le rispettive amicizie hanno origine molti anni prima.
 Pusiano
Il 5 agosto del 2011 i due paesi stipulano in via ufficiale il gemellaggio. La stipulazione avrà anche ripercussioni su entrambe le economie, vi sono accordi per la gestione di immobili e sul commercio delle imprese locali.

## Monumenti
Il Museo della civiltà contadina di Magyarszék, nel palazzo vescovile.
Aperto al pubblico nel 2010, il museo, di proprietà del Comune, è stato creato per conservare e valorizzare le testimonianze storiche ed etnografiche del mondo rurale di Magyarszék. L'esposizione degli attrezzi e degli oggetti, con un particolare criterio espositivo descrittivo e didattico, permette al visitatore di percepire attraverso i reperti le diverse attività del contadino, dell'artigiano e della vita di tutti i giorni. 
Accanto al museo della civiltà contadine funziona una „Casa dei vini” situata sotto il palazzo vescovile in due grandissime cantine. Rappresenta i vini della regione di Baranya con circa 20 diversi tipi di vino da cui 10 sono disponibili per la degustazione.
Parco di riposo Patakvölgye
Il parco di riposo Patakvölgye risiede sulle rive del canale Baranya nel cuore del comune. Un territorio dove la magia, lo sport, la storia e la cultura locale hanno contribuito una realtà unica e meravigliosa. Il Parco è nato con lo scopo di salvaguardare l'ambiente e favorire la fruizione ad ogni categoria di persone così creare un parco per tutti.

## La Squadra di Protezione Civile del Comune di Magyarszék
Il gruppo Comunale volontari di Protezione civile di Magyarszék, viene istituito nel 2006.
In questi anni la squadra è sempre stata presente nelle emergenze comunali e regionali. 
Il Sindaco è il primo responsabile della Squadra. Il Gruppo Comunale è composto da Volontari che mettono a disposizione della comunità il proprio tempo libero liberamente e gratuitamente, promuovendo risposte efficaci ai bisogni del territorio. 
Lo scopo della squadra è quello di garantire alla popolazione un aiuto in caso di calamità di diverso genere quando le autorità preposte non riescono a far fronte all'emergenza.

## Giornale ufficiale
Il giornale informativo mensile del comune di Magyarszék: Széki Hírek
L'oggettivo di Széki Hírek è proseguire il dialogo tra amministratori e cittadini sui temi del programma amministrativo, informare in modo più diretto sull'attività svolta dall'Amministrazione e dare informazioni aggiornate su nuove possibilità di contributi e servizi pubblici. Inoltre si leggono notizie, avvisi su vari temi (sport, cultura, eventi culturali, ecc.) e programmi di interesse generale del comune.